# 杜澤泰文
杜澤 泰文（とざわ たいぶん、本名：とざわ やすのり、1947年2月8日 - ）は、日本の俳優。1970年代までの表記は杜沢 泰文。埼玉県出身。オフィスBen所属。以前は宝映テレビプロダクションに所属していた。

## 来歴・人物
埼玉県立浦和高等学校卒。劇団青俳出身。少年向けテレビドラマ『走れ!ケー100』ではペテン師役でレギュラー出演し、ケー100の人気を利用して金儲けを企むが失敗を繰り返すコミックリリーフを演じた。
狂気を帯びた悪役も多く、1970年代から1980年代にかけては刑事ドラマのチンピラ役・犯人役などでも活躍し、サスペンスドラマにも数多く出演した。近年は「杜澤たいぶん」の名義を用い、時代劇作品では悪家老・悪奉行・悪徳商人役などで貫禄のある演技を見せている。
絵画にも才能を発揮し、2009年には二科展に千葉県より入選している。

## エピソード
- 1971年頃に銀座のクラブでアルバイトでシャンソン歌手として働いており、その時に俳優・殺陣師の上西弘次と知り合った[1]。上西の紹介で『スペクトルマン』『ワイルド7』『太陽にほえろ!』などに出演し、劇団青俳へ所属するに至った[1]。
- 『走れ!ケー100』では、ペテン師役であったためロケ先で子供たちから蹴られるなどしていた[1]。一方で、小さな少女からサインを求められたこともあり、これが杜澤にとって初めてのサインであったという[1]。

## 出演

### テレビドラマ
- 特別機動捜査隊 （NET）
  - 第379話「決斗」（1969年） - ボーイ
  - 第402話「海は知っている」（1969年） - 田中
  - 第407話「雨の中の女」（1969年） - 相良
- スペクトルマン （CX）
  - 第42話「宇宙から来た太陽マスク」、第43話「怪獣カバゴンの出現!!」（1971年） - 太陽マスク
  - 第61話「恐怖の怪獣ショー」（1972年） - ミゲル星人ガムロ
- ワイルド7（NTV）
  - 第2話「死を呼ぶヘル・キャット」（1972年） - 暴力団組員
  - 第9話「マシーンガン・ロック」（1972年） - 結婚式の司会者
  - 第18話「赤い星を狙え」（1973年） - 密輸組織の子分
- 太陽にほえろ!（NTV）
  - 第60話「新宿に朝は来るけれど」（1973年） - 新宿のヒッピー
  - 第611話「無口な男」（1984年） - 自動車学校教官
  - 第621話「決闘」（1984年） - 喫茶店店員
  - 第631話「ロックとブルース」（1985年） - 笹森一郎
  - 第644話「七曲署全員出動・狙われたコンピューター」（1985年） - スポーツジム職員
  - 第669話「刑事にだって秘密はある!」（1985年） - 広田雅彦
  - 第697話「マミーを怒らせた少年」（1986年） - 松本清
  - 第711話「ジョーズ刑事の華麗な復活」（1986年） - 今井
- 走れ!ケー100 第34話「機関車ツボ焼き大繁盛!」 - 第51話「進め! 夕陽のかなたへ」（1973年 - 1974年、TBS） - 石橋正彦（ペテン師）
- ラブラブ・ライバル 第24話「フィアンセがいっぱい」（1974年、TBS） - 早川一郎（城南高校教師）
- 白い牙 第18話「事件屋仕掛人」（1974年、NTV） - 高井
- 丹下左膳 こけ猿の壷篇 第3話「尺取り横町」・第4話「あま酒進上」（1974年、YTV） - 脇本門之丞　※高橋幸治版
- 鞍馬天狗 第15話「東寺の決斗」（1975年、NTV） - 原木十蔵
- 日本沈没 第23話「海に消えた鎌倉」 - 第25話「噫々 東京が沈む」（1975年、TBS） - 自衛隊員
- 大河ドラマ（NHK）
  - 元禄太平記（1975年） - 笠原長太郎
  - 花の乱（1994年） - 東輝
- TOKYO DETECTIVE 二人の事件簿 第23話「あたしは殺される!」（1975年、ABC）
- 破れ傘刀舟 悪人狩り 第94話「十万石の罠」（1976年、NET） - 前田
- 大都会 PARTII 第25話「恐怖の診断」（1977年、NTV） - 山下（竜神会組員）
- スターウルフ 第1話「さすらいのスターウルフ」（1978年、YTV） - スサンダー
- ライオン奥様劇場 / ひまわり戦争（1980年、CX）
- 誇りの報酬（1986年、NTV）
  - 第20話「いざとなったら辞表を胸に」 - 北青山署係長
  - 第39話「大都会に踊るシンデレラ」 - 歌舞伎町のぞき部屋支配人
- 土曜ワイド劇場（ANB → EX）
  - 長崎オランダ村殺人事件（1987年）
  - 人恋橋・幽霊殺し（1994年）
  - 法医学教室の事件ファイル 第2話「死体が盗まれた!! 女医が暴いた偽装殺人のカルテ」（1995年）
  - 牟田刑事官事件ファイル 第22話「関門海峡〜横浜連続殺人にナゾの女!」（1996年）
  - 死刑囚永山則夫と母（1998年、ANB）
  - ラーメン刑事「龍」の殺人推理 第1話「会津喜多方、殺意の女」（2000年、ABC）
  - 女刑事ふたり 第2話「赤い月 連続殺人!!」（2008年）
- もっとあぶない刑事 第22話「暴露」（1988年、NTV）
- さすらい刑事旅情編 第3話「函館本線小樽の女」（1988年、ANB）
- 女無宿人 半身のお紺 第7話「龍は昇天いたし候」（1991年、TX） - 清太郎
- 火曜サスペンス劇場（NTV）
  - 誰かが聞いている（1991年）
  - 警視庁鑑識班 第9話「麻薬の甘い誘惑」（2000年4月18日） - 山岸（生活安全課長）
- 新空港物語 第3話 「ロサンゼルス行き婚約旅行・レイプの秘密!」（1994年、ANB） - 秋山芳雄
- 君が人生の時（1997年、TBS）
- 水戸黄門（TBS / C.A.L）
  - 第25部 第33話「姑ふたりの嫁いびり -角館-」（1997年8月11日）- 持田源之丞
  - 第26部 第12話「チェスト!兄妹仇討ち -鹿児島-」（1998年5月4日）- 横尾伝蔵
  - 第27部 第24話「亡霊になって悪退治 -松代-」（1999年8月30日） - 赤星玄蕃
  - 第28部 第8話「始末屋泣かせる参勤交代 -浜松-」（2000年5月1日） - 磯野帯刀
  - 第29部 第12話「父を呼ぶ子の鯖街道 -小浜-」（2001年6月18日）- 佐兵衛
  - 第30部 第3話「肝っ玉おかみの決闘・喜連川」（2002年1月21日） - 田畑仙右衛門
  - 第31部 第16話「刀が教えた賢兄愚弟 -岡山-」（2003年2月10日） - 秋山主膳
  - 第33部 第18話「帰ってきた風の盆 -八尾-」（2004年8月23日） - 山崎弥太郎
  - 第38部 第14話「盗っ人最後の恩返し -浜松-」（2008年4月21日） - 吾妻佑京
  - 第40部 第15話「届け歌声、響けから桶 -高山-」（2009年11月16日） - 大島屋徳蔵
- 南町奉行事件帖 怒れ!求馬 （TBS）
  - シリーズ１ 第9話「親子引き裂く贋小判」（1997年） - 氏家織部
  - 大江戸を駈ける! 第9話「秘剣! 闇の太刀 -深川-」（2001年） - 文七
- 大岡越前 第15部 第17話「嘘で暴いた大岡裁き」（1999年1月11日、TBS / C.A.L） - 大黒屋寅蔵
- 月曜ミステリー劇場（TBS）
  - 警察庁特別広域捜査官 宮之原警部の愛と追跡（2001年）
  - 森村誠一サスペンス 灯（2001年）
- 水曜ミステリー9 / 北アルプス山岳救助隊・紫門一鬼 第2話「北アルプス白馬連峰殺人山行」（2001年、TX）
- キッズ・ウォー スペシャル〜ざけんなよ〜（2002年、TBS）
- 金曜時代劇 / 逃亡 第3話「女と橋」（2002年、NHK） - 番頭治兵ヱ
- ドラマ30 / 愛の110番（2003年、CBC / TBS） - 田中
- 海猿2〜炎の海に挑む・海上保安官物語〜（2003年、NHK）
- 金曜エンタテイメント / 温泉名物女将!湯の町事件簿5（2004年、CX） - 塚越道彦
- 新春ワイド時代劇 / 国盗り物語（2005年、TX） - 朝倉土佐守
- BSミステリー（TX / BSジャパン）
  - 松本清張特別企画 渡された場面（2005年）
  - 家政婦・春子の潜入記（2005年）
- 上を向いて歩こう〜坂本九物語〜（2005年、TX）
- 昭和の爆笑王ドラマスペシャル 林家三平ものがたり（2006年、TX） - 主治医
- 忠臣蔵 瑤泉院の陰謀 第3部「吉良邸討ち入り」（2007年、TX） - 榎本其角
- 逃亡者 おりん 第11話「初恋は刃に散った」（2007年、TX） - 脇田外記（次席家老）
- お江戸吉原事件帖 第3話「女の誠・主さま命」（2007年、TX） - 堺屋藤兵衛
- 密命 寒月霞斬り（2008年、TX） - 冠阿弥膳兵衛
- 新春ワイド時代劇 / 戦国疾風伝 二人の軍師 秀吉に天下を獲らせた男たち（2011年、TX） - 千利休
- 大岡越前（NHK BSプレミアム）
  - 第1期 第9話「将軍を狙った男」（2014年1月24日） - 庄助
  - 第2期 第10話「天下の大喧嘩」（2014年12月5日） - 生沢頼母
- 子連れ信兵衛 第2期（2016年、NHK BSプレミアム） - 美濃屋七兵衛
- さすらい署長 風間昭平 第13作「ほくと函館湾殺人事件」（2017年、TX） - 小島勝

### 映画
- ベッド・パートナー BED PARTNER（1988年、にっかつ） - ウェイター
- あしたのジョー（2011年、東宝） - ドクター
- ペコロスの母に会いに行く（2013年、東風）

### オリジナルビデオ
- 極道の門（1995年、タキコーポレーション）
- 魔界転生 THE ARMAGEDDON 魔道変（1996年10月4日、ギャガ・コミュニケーションズ） - 徳川頼宣
- 会社の怪談2（1997年、ケイエスエス）
- 外道（1998年、イメージファクトリー）